# Blyth Valley
Blyth Valley – były dystrykt w hrabstwie Northumberland w Anglii. W 2001 roku dystrykt liczył 81 265 mieszkańców.